# (18980) Johannatang
(18980) Johannatang (2000 RY2) – planetoida z pasa głównego asteroid okrążająca Słońce w ciągu 3,42 lat w średniej odległości 2,27 j.a. Odkryta 1 września 2000 roku.